# Dietrich Averes

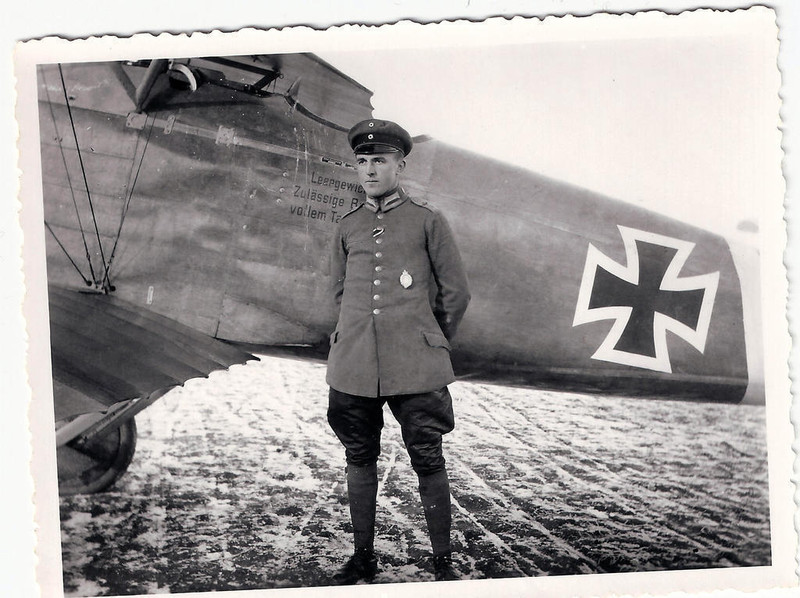
Derk Averes am 15. September 1917

Dietrich „Derk“ Averes (* 4. Januar 1894 in Bookholt (heute Stadt Nordhorn); † 21. September 1982 in Nordhorn) war ein deutscher Vizefeldwebel und Jagdflieger im Ersten und Zweiten Weltkrieg. Mit zehn bestätigten Luftsiegen zählte er im Ersten Weltkrieg zu den bekanntesten deutschen Fliegern; die zeitgenössische deutsche Presse rühmte ihn als „Fliegerass“.

## Leben
Averes war der zweite Sohn des Zimmermanns Evert Averes (* 20. Mai 1866 in Hesepe) und seiner Frau Gese Bartels (* 20. August 1869 in Bakelde). Er wurde am 14. Januar in Nordhorn getauft. Averes war das älteste von neun Kindern. Sein älterer Bruder Berend war 1892 geboren, nach ihm folgten 1895 Swenne und 1898 Janna.
Am 20. Mai 1914 war in den Nordhorner Nachrichten zu lesen:

„Seine Pilotenprüfung macht in nächster Zeit ... Averes, welcher im Besitz eines eigenen Apparates ist, und zwar eines Doppeldeckers. (Er) will nach Ablegung der erforderlichen Flüge auch hier in Nordhorn seine Flugkunst zeigen und sich darin weiter vervollkommnen, um sich nachher an den größeren Wettbewerben mit Erfolg beteiligen zu können. Möge ihm das Glück hold sein, damit auch unsere Grafschaft einen erfolgreichen Flieger aufweisen kann.“

Im August 1914 bescheinigte der Flugzeugführer Bernhard Dirks von der Firma Flugzeugbau und Fliegerschule Westfalen,

„... daß Herr Dietrich Averes aus Nordhorn als Flieger bei mir ausgebildet wurde und bereits allein flog.“

Nach Ausbruch des Ersten Weltkriegs kam Derk Averes am 15. Mai 1915 zur Fliegertruppe. Nach der „Feldpilotenprüfung“ wurde er als Pilot an der Beobachterschule im sächsischen Großenhain und von doppelsitzigen Aufklärungsflugzeugen an der deutschen Ostfront eingesetzt. Im Frühjahr 1917 absolvierte er an der Kampf-Einsitzer-Schule in Warschau eine Umschulung zum Jagdflieger. Zurück an der Front, wurde er nach seiner Beförderung zum Unteroffizier Mitglied der Jagdstaffel (Jasta) 81 an der Ostfront, wo er bis März 1918 eingesetzt blieb. Sein erster Abschuss gelang ihm im August 1917 in Dünaburg/Lettland, wobei er einen Fesselballon abschoss, dessen Beobachter sich durch Absprung retten konnte. Auch diese Ereignisse waren der heimischen Presse eine Mitteilung wert; die Nordhorner Nachrichten berichteten am 15. September 1917:

„Derk Averes, Sohn des Privatiers Evert Averes, hierselbst, hat [...] bei Riga einen Fesselballon zum Absturz gebracht.“

Im Mai 1918 wurde er an die Westfront versetzt und erlangte Aufsehen, nachdem er innerhalb weniger Wochen neun gegnerische Flugzeuge abschoss, die meisten davon im September 1918.

„Unser Grafschafter Kampfflieger, Vizefeldwebel Derk Averes aus Bookholt, hat in den letzten Wochen durch eine Reihe siegreicher Gefechte die Zahl seiner Luftsiege erheblich vermehren können. So schoß er bei seinem ersten Frontflug nach dem Urlaub einen 200-APAD-Einsitzer herunter... Drei Tage später erledigte Averes wiederum einen SPAD-Einsitzer, den er von 3 000 Meter Höhe auf 50 Meter herunterexerzierte, von wo er brennend abstürzte. Am 2. August gelang es ihm, ein großes feindliches Flugzeug von 300 PS abzuschießen, und am 10. August bezwang er wiederum einen SPAD.“

Nachdem er vor dem Krieg bereits mit Zweirädern gehandelt hatte, gründete er nach Kriegsende mit seinen Brüdern Heinrich und Everhard die Firma Derk Averes & Co. in Nordhorn, die eine Tankstelle und Kfz-Werkstatt betrieb und die Vertretung der Firmen DKW und Deutsche Industriewerke (D-Rad) übernahm. Zu den Kunden gehörte auch der später tödlich verunglückte Rennfahrer Bernd Rosemeyer aus Lingen (Ems), der auf seiner in Nordhorn gekauften DKW schon als Jugendlicher auffiel. 1926 schloss der Firmengründer Derk Averes einen Vertrag mit der Firma Opel, der bis heute aufrechterhalten blieb.
1928 wurde er Mitglied eines Segelflugvereins am Flugplatz in Klausheide und nutzte seine persönliche Bekanntschaft mit der Familie Krupp, den Eigentümern von Gut Klausheide, zu dem der Flugplatz gehörte, um den Flugplatz auszubauen. Er beschaffte in Nordhorner Unternehmerkreisen Mittel zur Errichtung einer Flugzeughalle.
Averes diente auch im Zweiten Weltkrieg in der Luftwaffe. Dort versah er seinen Dienst zunächst als Oberleutnant, schließlich als Major in der Leitstelle und dem Stab des IX. Fliegerkorps.

## Rezeption
Insgesamt verzeichnete Averes als Jagdflieger im Ersten Weltkrieg zehn Luftsiege und wurde u. a. mit dem Eisernen Kreuz I. und II. Klasse ausgezeichnet. 1921 wurde er zum Leutnant d. R. (der Reserve) befördert, 1940 zum Oberleutnant und 1944 zum Major.
Averes starb am 21. September 1982 im Alter von 88 Jahren. Das „Jäger-Blatt“, offizielles Organ der Gemeinschaft der Jagdflieger e. V., widmete dem „Alten Adler“ einen ganzseitigen Nachruf. Seine Erfolge werden auch in dem Buch Above the Lines, einem englischen Werk über die Pioniere des Luftkampfs, besprochen.